# Broken-Hearted Girl
«Broken-Hearted Girl» es una canción de la cantante estadounidense Beyoncé. La canción ha sido lanzada como el séptimo sencillo del álbum I Am... Sasha Fierce. Originalmente había sido elegido como el sexto sencillo, pero fue cambiado por Sweet Dreams por motivos desconocidos. Fue lanzado a nivel mundial, pero no en los Estados Unidos debido al lanzamiento de Video Phone.

## Letra
La canción habla de una mujer que tiene el corazón destrozado, pero a pesar de estar herida, ella ama al hombre que la ha hecho sufrir. Esta canción es una Pop Power Ballad y para Beyoncé la canción tiene un valor muy significativo y dijo ser una de sus letras más personales.

## Video musical
El video musical fue dirigido por Sophie Muller, la cual ya había trabajado con Beyoncé para algunos videos anteriores de ella.
Muestra a Beyoncé en un auto llorando tras una discusión con su hombre. Ella después se muestra caminando en la playa mirando al mar. Las escenas son muestra de su interés y aparece jugando en la playa, los que parecen ser recuerdos. Knowles se ve cantando una línea y haciendo una pausa, como si la letra es demasiado dolorosa para cantar. De vuelta en el coche, se imagina a ella de la mano con su amor. Durante el clímax, las transiciones de vídeo en color, donde se encuentra con un vestido verde con una rosa roja. Esta escena está rodada en sentido inverso como para mostrar su reparación a la rosa en lugar de tirar los pétalos marchitados. Las escenas del video a blanco y negro con algunas escenas entre cortar con ella y la rosa de color antes de que el video musical finalice con Knowles secándose las lágrimas de su rostro,y muy sonriente.

## Posicionamiento
| Listas (2009)                | Posición máxima |
| ---------------------------- | --------------- |
| Australia ARIA Singles Chart | 14              |
| Austrian Singles Chart       | 38              |
| European Hot 100             | 37              |
| Germany Singles Chart        | 14              |
| Irish Singles Chart          | 20              |
| Swiss Singles Chart          | 79              |
| UK Singles Chart             | 27              |

- Datos: Q149179
- Multimedia: Broken-Hearted Girl / Q149179